# Leonid (Soldatov)
Leonid (světským jménem: Stěpan Gennaděvič Soldatov; * 8. července 1984, Alapajevsk) je ruský pravoslavný duchovní Ruské pravoslavné církve a biskup argentinský a jihoamerický.

## Život
Narodil se 8. července 1984 v Alapajevsku ve Sverdlovské oblasti. Byl pokřtěn v dětství v chrámu svaté Kateřiny ve svém rodném městě.
Od roku 1995 byl poslušníkem budovaného mužského monastýru v Alapajevsku. Sloužil jako altarnik (pomocník u oltáře) v chrámu svaté Kateřiny. Roku 1999 dokončil studium na 2. střední škole Alapajevska.
V letech 1999-2003 studoval na Alapajevské zdravotnické škole. Poté pokračoval ve studiu na Uralské státní lékařské akademii. V letech 2009-2011 získával atestaci v oboru chirurgie.
Roku 2011 se stal chirurgem v Alapajevské městské nemocnici. Roku 2012 začal vyučovat předmět "Ošetřovatelství v chirurgii" na Sverdlovské oblastní lékařské škole s pobočkou v Alapajevsku.
Od roku 2016 se stal členem Rady pro etiku a deontologii a roku sekretářem Rady lékařů městské nemocnice Alapajevsk.
V letech 2011-2016 studoval na Jekatěrinburském duchovním semináři.
Dne 29. dubna 2012 byl představeným mužského monastýru Novomučedníků a vyznavačů ruské církve v Alapajevsku igumenem Moisejem (Pilatsem) postřižen do malé schimy se jménem Leonid na počest svatého mučedníka Leonida z Korinthu.
Dne 3. června 2012 byl v den Nejsvětější Trojice v soboru Svaté Trojice v Kamensku-Uralském rukopoložen biskupem kamenským a alapajevským Sergijem (Ivannikovem) na hierodiakona a 15. července na jeromonacha.
Dne 18. srpna 2012 byl ustanoven blahočinným alapajevského monastýru.
Od 18. ledna 2013 do 15. května 2013 byl duchovním ženského monastýru svaté přepodobné mučednice velkokněžny Alžběty a inokije Varvary v Alapajevsku.
Od 18. února do 30. dubna 2014 byl blahočinný monastýrského okruhu kamenské eparchie a od 30. dubna do 12. října 2014 blahočinný nově vzniklého Alapajevského blahočiní. Stejného roku se stal odpovědným za interakci mezi církví a společností v kamenské eparchii
Roku 2018 začal dálkové studovat na fakultě biblické teologie Petrohradské duchovní akademie.
Dne 28. prosince 2018 byl Svatým synodem Ruské pravoslavné církve zvolen biskupem alapajevským a irbitským. Dne 31. prosince byl metropolitou jekatěrinburským Kirillem (Nakoněčným) povýšen na archimandritu.
Dne 3. ledna 2019 proběhlo jeho jmenování a 6. ledna proběhla v chrámu Krista Spasitele v Moskvě jeho biskupská chirotonie. Světiteli byli patriarcha moskevský Kirill, metropolita jekatěrinburský a věrchoturský Kirill (Nakoněčnyj), arcibiskup singapurský Sergij (Čašin), arcibiskuo jegorjevský Matfej (Kopylov), biskup voskresenský Dionisij (Porubaj), biskup kamenský a kamyšlovský Mefodij (Kondratěv), biskup domodědovský Ioann (Ruděnko), biskup nižnětagilský a něvjanský Jevgenij (Kulberg) a biskup serovský a krasnoturinský Alexij (Pavlovič Orlov).
Od 19. dubna 2019 je členem Imperiální pravoslavné palestinské společnosti.
Dne 11. března 2020 byl Svatým synodem zvolen biskupem argentinským a jihoamerickým.